# HD 44219 b
HD 44219 b (también conocido como HIP 30114 b) es un planeta extrasolar que orbita la estrella de tipo G de la secuencia principal HD 44219, localizado aproximadamente a 164 años luz, en la constelación de Monoceros.Este planeta tiene al menos un 60% de la veces la masa de Júpiter y tarda 1,29 años en completar su periodo orbital, con un semieje mayor de 1,18 UA. Sin embargo, a diferencia de la mayoría de los exoplanetas conocidos, su excentricidad no se conoce, pero es habitual que se desconozca su inclinación. Este planeta fue detectado por HARPS el 19 de octubre de 2009, junto con otros 29 planetas. El astrónomo Wladimir Lyra (2009) ha propuesto Dexamenus como el nombre común posible para HD 44219 b.